# Biton velox velox
Biton velox velox es una subespecie de arácnido  del orden Solifugae de la familia Daesiidae.

## Distribución geográfica
Se encuentra en Etiopía y el norte de África.